# Bête Grise (Michigan)
Bête Grise (en anglais : Bete Grise) est le nom d'une baie située sur le lac Supérieur le long de la rive Nord de l'État du Michigan aux États-Unis.

## Géographie
La baie Bête Grise est située le long de la péninsule de Keweenaw, dans la partie nord de la péninsule supérieure. 
Le lac La Belle s'y déverse dans le lac Supérieur par un étroit et tortueux émissaire.

## Histoire
Ce sont les explorateurs, trappeurs et coureurs des bois Canadiens-français qui appelèrent cette baie "Bête Grise" en raison d'une légende locale amérindienne. Selon cette légende, les Amérindiens brûlaient des tourbières de myrtilles qui dégageaient une épaisse fumée grise qui prenait l'aspect d'animaux grisâtres[réf. souhaitée].